# Cavagnolo
Cavagnolo (piemonti nyelven Cavagneul) egy észak-olasz község (comune) a Piemont régióban.

## Látnivalók
- Santa Fede-apátság: az apátságot a bencések alapították a 12. század körül.

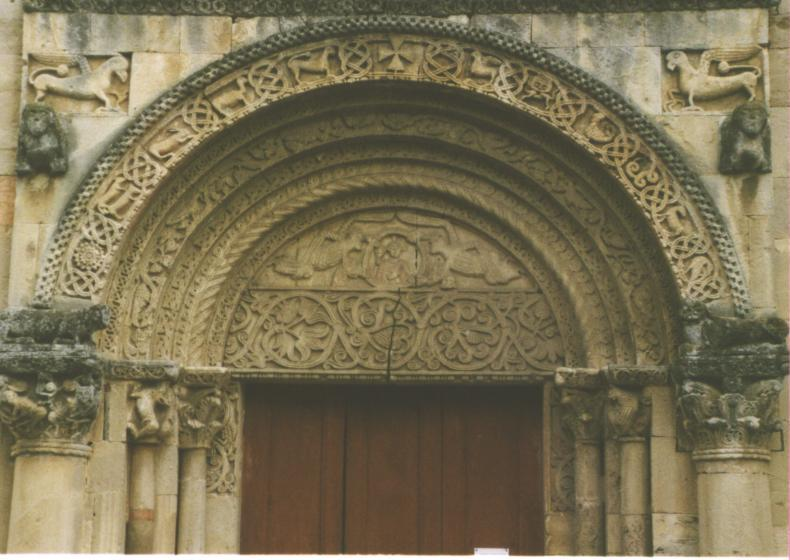
Santa Fede-apátság bejárata